# 馬克羅斯 (馬)
馬克羅斯（英語：Time Warp），是一匹曾在英國、法國和香港出賽的已退役賽駒，來港後練馬師是告東尼，為2017/2018馬季最佳中距離馬。胞弟是「歡樂之光」。「馬克羅斯」是跑馬地馬場草地1800米的場地紀錄保持者。競賽生涯中三勝國際一級賽。

## 簡介
「馬克羅斯」在英國由皮仕高爵士（Sir Mark Prescott Bt）訓練，曾出賽9次，獲5冠1亞1季。
2017年7月16日，吳嘉晉策騎「馬克羅斯」勝出第一班盃賽沙田一哩錦標，使得「馬克羅斯」在吳嘉晉胯下取得三連勝。
2017年12月10日，潘頓策騎「馬克羅斯」勝出國際一級賽香港盃。
2018年2月25日，潘頓策騎「馬克羅斯」勝出國際一級賽香港金盃。
2018年11月4日，潘頓策騎「馬克羅斯」勝出國際三級賽婦女銀袋賽。
2020年2月16日，莫雷拉策騎「馬克羅斯」勝出國際一級賽香港金盃。
2021年2月21日，梁家俊策騎「馬克羅斯」出戰國際一級賽香港金盃，取得第五名。
2021年4月25日，莫雷拉策騎「馬克羅斯」出戰國際一級賽女皇盃，取得第七名。
2021年5月23日，班德禮策騎「馬克羅斯」出戰國際一級賽香港冠軍暨遮打盃，取得第七名。
2021年6月25日，「馬克羅斯」宣告退役，正式結束其競賽生涯。

## 在港勝出賽事全紀錄
| 比賽日期   | 賽事名稱         | 賽事班次 | 賽道 | 賽事路程 | 比賽馬場   | 名次 | 完成時間 | 騎師   |
| ---------- | ---------------- | -------- | ---- | -------- | ---------- | ---- | -------- | ------ |
| 14/06/2017 | 雲咸讓賽         | 第二班   | 草地 | 1800米   | 跑馬地馬場 | 1    | 1:47.61  | 吳嘉晉 |
| 28/06/2017 | 海下讓賽         | 第二班   | 草地 | 1650米   | 跑馬地馬場 | 1    | 1:38.90  | 吳嘉晉 |
| 16/07/2017 | 沙田一哩錦標     | 第一班   | 草地 | 1600米   | 沙田馬場   | 1    | 1:35.39  | 吳嘉晉 |
| 10/12/2017 | 浪琴表香港盃     | G1       | 草地 | 2000米   | 沙田馬場   | 1    | 2:01.63  | 潘頓   |
| 25/02/2018 | 花旗銀行香港金盃 | G1       | 草地 | 2000米   | 沙田馬場   | 1    | 1:59.97  | 潘頓   |
| 04/11/2018 | 莎莎婦女銀袋     | G3       | 草地 | 1800米   | 沙田馬場   | 1    | 1:47.23  | 潘頓   |
| 16/02/2020 | 花旗銀行香港金盃 | G1       | 草地 | 2000米   | 沙田馬場   | 1    | 2:02.00  | 莫雷拉 |

## 外部連結
- . 香港賽馬會. 2017-07-16  [2018-12-29]. （原始内容存档于2017-09-03）. （页面存档备份，存于）
- . 香港賽馬會. 2017-12-10  [2018-12-29]. （原始内容存档于2020-08-15）. （页面存档备份，存于）
- . 香港賽馬會. 2018-02-25  [2018-12-29]. （原始内容存档于2018-10-09）. （页面存档备份，存于）
- . 香港賽馬會. 2018-11-04  [2018-12-29].
- . 香港賽馬會. 2020-02-16  [2020-02-22].